# Ayuntamiento de Holborn
El ayuntamiento de Holborn es un edificio municipal en High Holborn, Holborn, Londres catalogado de Grado II.

## Historia

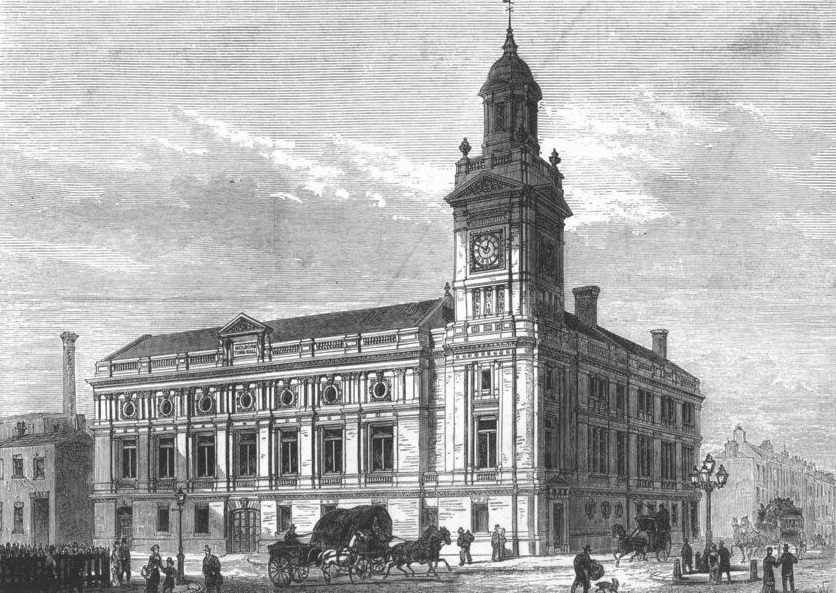
Ayuntamiento de Old Holborn en Gray's Inn Road

El primer ayuntamiento fue una estructura sustancial en la esquina de Gray's Inn Road y Clerkenwell Road que había sido diseñada por Lewis Isaacs en un estilo italiano, construida por Brown & Robinson de Finsbury y terminada en 1879. Tras la creación del distrito metropolitano de Holborn en 1900, se consideró la posibilidad de ampliar este edificio, pero esta propuesta fue rechazada debido a que el antiguo edificio sería difícil de adaptar. Tras ser utilizado como sala de conciertos durante la primera mitad del siglo XX, fue demolido en la década de 1960.
En cambio, se decidió ampliar un edificio existente en High Holborn que había sido diseñado por William Rushworth en estilo renacentista francés y que se había abierto como biblioteca pública en 1894. El diseño del ala existente (este) incluía una fachada principal estrecha con cuatro bahías que daban a High Holborn; había dos entradas en arco, ambas flanqueadas por pilastras de orden corintio en la planta baja; había ventanas de mirador en el primer y segundo piso y ventanas más pequeñas en el tercer y cuarto piso con un óculo arriba.
La primera piedra de la ampliación de este edificio para crear un nuevo ayuntamiento fue colocada por el alcalde, William Smith, el 27 de octubre de 1906. El diseño involucró la creación de una nueva ala central y una nueva ala oeste, en un estilo similar y simétrico al ala este existente, basado en los planos de Septimus Warwick y H. Austen Hall. Las obras fueron realizadas por John Greenwood Limited y el alcalde, Sir George Truscott, inauguró oficialmente el nuevo ayuntamiento el 13 de octubre de 1908. En el medio de la sección central del primer piso se instaló un balcón de hierro forjado con un escudo de armas del municipio hecho por el Gremio de Artes Aplicadas de Bromsgrove . Las habitaciones principales eran una sala de audiencias en la planta baja y una cámara de consejo en la parte trasera del edificio en el primer piso.
El Primer Congreso Sindicalista Internacional, encuentro de organizaciones sindicalistas europeas y latinoamericanas, se celebró en el ayuntamiento del 27 de septiembre al 2 de octubre de 1913.
En 1943, se erigió una placa, fabricada por De La Rue, en conmemoración de los esfuerzos del municipio por contribuir a la Semana Wings for Victory, en la pared justo dentro de la puerta derecha. Otra placa, que conmemora su contribución a la Semana del Saludo al Soldado, se erigió allí al año siguiente.
El edificio en High Holborn dejó de funcionar como sede del gobierno local cuando se formó el distrito londinense ampliado de Camden en 1965 y posteriormente se convirtió para usos alternativos, incluido el uso de restaurantes (en la planta baja) y oficinas (arriba). La propiedad absoluta del edificio fue adquirida por un inversor privado por 22 millones de libras esterlinas en septiembre de 2019.